# Municipio de Grant (Carolina del Norte)
El municipio de Grant (en inglés: Grant Township) es un municipio ubicado en el  condado de Randolph en el estado estadounidense de Carolina del Norte. En el año 2010 tenía una población de 6.336 habitantes.

## Geografía
El municipio de Grant se encuentra ubicado en las coordenadas 35°39′32.49″N 79°43′5.11″O / 35.6590250, -79.7180861.